# Gnorimosphaeroma hoestlandti
Gnorimosphaeroma hoestlandti es una especie de isópodo del género Gnorimosphaeroma, familia Sphaeromatidae, clase Malacostraca. Fue descrita científicamente por Kim y Kwon en 1985.

## Descripción
El tamaño del cuerpo mide 2,0-200 milímetros.

## Distribución
Se distribuye por Pacífico Norte.